# Селіште (Леовський район)
Селіште (рум. Seliște) — село в Леовському районі Молдови. Входить до складу комуни, центром якої є село Казанджик.